# Julian Bousquet

a Compétitions nationales et continentales officielles uniquement.

b Matchs officiels uniquement.
Julian Bousquet, né le 8 juillet 1991 à Fabrezan, est un joueur de rugby à XIII français évoluant au poste de pilier. Après des débuts en Championnat de France avec le FC Lézignan, il rejoint en 2012 la franchise française de Super League les Dragons Catalans. Il est également en sélection française à partir de 2011.

## Biographie
Il connaît ses débuts professionnels au sein du FC Lézignan. En 2011, les Dragons Catalans désirent le recruter mais sur l'insistance de l'entraîneur de Lézignan Aurélien Cologni, il retarde d'une année son intégration au sein de la franchise de Super League avec laquelle il fait ses débuts lors de la saison 2012. Il connaît fin 2011 sa première sélection en équipe de France.
Lors de la saison 2013, il est suspendu quatre matchs de Super League pour charge dangereuse à la suite d'un choc contre Salford City Reds avec Théo Fages, et connaît également de nombreuses blessures l'éloignant des terrains.
Il est retenu dans la liste des vingt-quatre joueurs sélectionnés pour disputer la Coupe du monde 2017.

## Palmarès
- Collectif :
  - Vainqueur de la Challenge Cup : 2018 (Dragons Catalans).
  - Vainqueur du Championnat de France : 2010 et 2011 (Lézignan).
  - Vainqueur de la Coupe de France : 2010 et 2011 (Lézignan).
  - Finaliste de la Super League : 2021 et 2023 (Dragons Catalans).

### Détails en sélection
| 1.  | 29 octobre 2011  | Écosse         | 46-10 | Coupe d'Europe | Remplaçant      | - | - | - | - |
| 2.  | 11 novembre 2012 | Angleterre     | 4-48  | Amical         | Remplaçant      | - | - | - | - |
| 3.  | 18 octobre 2014  | Irlande        | 12-22 | Coupe d'Europe | Remplaçant      | - | - | - | - |
| 4.  | 25 octobre 2014  | Pays de Galles | 42-22 | Coupe d'Europe | Remplaçant      | - | - | - | - |
| 5.  | 31 octobre 2014  | Écosse         | 38-22 | Coupe d'Europe | Remplaçant      | - | - | - | - |
| 6.  | 17 octobre 2015  | Irlande        | 31-14 | Amical         | Pilier          | - | - | - | - |
| 7.  | 24 octobre 2015  | Angleterre     | 4-84  | Amical         | Pilier          | - | - | - | - |
| 8.  | 30 octobre 2015  | Pays de Galles | 6-14  | Amical         | Pilier          | - | - | - | - |
| 9.  | 7 novembre 2015  | Écosse         | 32-18 | Amical         | Pilier          | - | - | - | - |
| 10. | 22 octobre 2016  | Angleterre     | 6-40  | Amical         | Troisième ligne | - | - | - | - |
| 11. | 13 octobre 2017  | Jamaïque       | 34-12 | Amical         | Pilier          | - | - | - | - |
| 12. | 29 octobre 2017  | Liban          | 18-29 | Coupe du monde | Pilier          | - | - | - | - |
| 13. | 3 novembre 2017  | Australie      | 6-52  | Coupe du monde | Pilier          | - | - | - | - |
| 14. | 12 novembre 2017 | Angleterre     | 6-36  | Coupe du monde | Deuxième ligne  | - | - | - | - |
| 15. | 19 juin 2022     | Pays de Galles | 34-10 | Test-match     | Pilier          | 4 | 1 | - | - |

### Statistiques
| Saison | Saison           | Championnat           | Championnat | Championnat | Championnat | Championnat | Championnat | Championnat | Coupe           | Coupe      | Coupe | Coupe | Coupe | Coupe | Coupe | Sélection | Sélection | Sélection | Sélection | Sélection | Sélection | Sélection |
| Saison | Saison           | Comp.                 | Class.      | M           | Pts         | Ess.        | Buts        | Dp.         | Comp.           | Class.     | M     | Pts   | Ess.  | Buts  | Dp.   | Comp.     | M         | Pts       | Ess.      | Buts      | Dp.       |           |
| ------ | ---------------- | --------------------- | ----------- | ----------- | ----------- | ----------- | ----------- | ----------- | --------------- | ---------- | ----- | ----- | ----- | ----- | ----- | --------- | --------- | --------- | --------- | --------- | --------- | --------- |
| 2010   | FC Lézignan      | Championnat de France | Champion    |             | -           | -           | -           | -           | Coupe de France | Vainqueur  |       | -     | -     | -     | -     |           |           |           |           |           |           |           |
| 2011   | FC Lézignan      | Championnat de France | Champion    |             | -           | -           | -           | -           | Coupe de France | Vainqueur  |       | -     | -     | -     | -     |           | 1         | -         | -         | -         | -         |           |
| 2012   | Dragons Catalans | Super League          | 2e tour     | 2           | -           | -           | -           | -           | Challenge Cup   | 1/4 finale | 0     | -     | -     | -     | -     |           | 1         | -         | -         | -         | -         |           |
| 2013   | Dragons Catalans | Super League          | 1er tour    | 11          | 4           | 1           | -           | -           | Challenge Cup   | 1/4 finale | 0     | -     | -     | -     | -     |           |           |           |           |           |           |           |
| 2014   | Dragons Catalans | Super League          | 1/2 finale  | 18          | 4           | 1           | --          | -           | Challenge Cup   | 1/8 finale | 1     | -     | -     | -     | -     | CE        | 3         | -         | -         | -         | -         |           |
| 2015   | Dragons Catalans | Super League          | 7e          | 27          | 4           | 1           | -           | -           | Challenge Cup   | 1/4 finale | 2     | 4     | 1     | -     | -     |           | 4         | -         | -         | -         | -         |           |
| 2016   | Dragons Catalans | Super League          | 6e          | 30          | 16          | 4           | -           | -           | Challenge Cup   | 1/4 finale | 2     | -     | -     | -     | -     |           | 1         | -         | -         | -         | -         |           |
| 2017   | Dragons Catalans | Super League          | 12e         | 29          | 20          | 5           | -           | -           | Challenge Cup   | 1/8 finale | 1     | -     | -     | -     | -     | CM        | 4         | -         | -         | -         | -         |           |
| 2018   | Dragons Catalans | Super League          | 7e          | 25          | 8           | 2           | -           | -           | Challenge Cup   | Vainqueur  | 5     | 4     | 1     | -     | -     |           |           |           |           |           |           |           |
| 2019   | Dragons Catalans | Super League          | 7e          | 26          | 8           | 2           | -           | -           | Challenge Cup   | 1/4 finale | 2     | -     | -     | -     | -     |           |           |           |           |           |           |           |
| 2020   | Dragons Catalans | Super League          | 1/2 finale  | 14          | 12          | 3           | -           | -           | Challenge Cup   | 1/4 finale | 1     | -     | -     | -     | -     |           |           |           |           |           |           |           |
| 2021   | Dragons Catalans | Super League          | Finaliste   | 21          | 8           | 2           | -           | -           | Challenge Cup   | 1/4 finale | 2     | -     | -     | -     | -     |           |           |           |           |           |           |           |
| 2022   | Dragons Catalans | Super League          | 1er tour    | 7           | 8           | 2           | -           | -           | Challenge Cup   | 1/4 finale | 0     | -     | -     | -     | -     |           | 1         | -         | -         | -         | -         |           |
| 2023   | Dragons Catalans | Super League          | Finaliste   | 28          | 12          | 3           | -           | -           | Challenge Cup   | 1/8 finale | 1     | -     | -     | -     | -     |           |           |           |           |           |           |           |
| 2024   | Dragons Catalans | Super League          | 7e          | 24          | 12          | 3           | -           | -           | Challenge Cup   | 1/4 finale | 2     | -     | -     | -     | -     |           |           |           |           |           |           |           |
| 2025   | Dragons Catalans | Super League          |             |             |             |             |             |             | Challenge Cup   | 1/2 finale | 4     | -     | -     | -     | -     |           |           |           |           |           |           |           |